# Eleição municipal de Piracicaba em 2024
A eleição municipal de Piracicaba em 2024 teve seu primeiro turno no dia 6 de outubro que elegeu vereadores e o segundo turno ocorreu no dia 27 do mesmo mês que elegeu o novo prefeito da cidade, sendo ambos responsáveis pela administração do município no mandato de 2025 a 2029.
Em 2024, a cidade possuía 438.827 habitantes, dos quais 314.355 são eleitores. Em relação a eleição anterior, houve um crescimento de 7,4% no eleitorado.

## Contexto
Candidato a reeleição, o prefeito de Piracicaba, Luciano Almeida (PP), encerra seu mandato em 2025, por ter sido derrotado no primeiro turno do pleito. De acordo com o Instituto Paraná Pesquisas, no levantamento realizado em abril de 2024, 76,9% reprovavam a gestão do incumbente, enquanto era aprovada por 20,0%. O segundo turno foi entre o ex-prefeito de Piracicaba, Barjas Negri (PSDB) e o ex-prefeito de Charqueada e São Pedro, Helinho Zanatta (PSD).
Helinho Zanatta (PSD) é eleito prefeito de Piracicaba, derrotando o ex-prefeito Barjas Negri (PSDB). Piracicaba será a terceira cidade governada por Zanatta, pois o mesmo já foi prefeito de outras duas cidades, Charqueada e São Pedro.

## Calendário eleitoral
| Início        | Fim           | Atividades | Status    |
| ------------- | ------------- | --- | --------- |
| 7 de março    | 5 de abril    | Janela partidária para vereadores trocarem de partido visando concorrer às eleições sem perder o mandato. | Realizado |
| 6 de abril    | 6 de abril    | Data-limite para todas as legendas e federações partidárias obterem o registro dos estatutos no TSE e para todos os candidatos terem domicílio eleitoral na circunscrição em que desejam disputar as eleições com a filiação deferida pelo partido. | Realizado |
| 15 de maio    | 15 de maio    | Início da campanha de arrecadação prévia de recursos na modalidade de financiamento coletivo para pré-candidatos, sem realização de pedidos de voto e obedecendo a regras relativas à propaganda eleitoral na Internet.                             | Realizado |
| 20 de julho   | 5 de agosto   | Realização de convenções partidárias para deliberar sobre coligações e escolher candidatos às prefeituras e aos cargos de vereador. Os partidos têm até 15 de agosto para registrar os nomes na Justiça Eleitoral.                                  | Realizado |
| 16 de agosto  | 16 de agosto  | Início das campanhas eleitorais de forma igualitária, podendo qualquer publicidade ou manifestação com pedido explícito de voto antes da data ser considerada irregular e multada.                                                                  | Realizado |
| 30 de agosto  | 3 de outubro  | Veiculação da propaganda eleitoral gratuita no rádio e na televisão. | Realizado |
| 6 de outubro  | 6 de outubro  | Realização do primeiro turno das eleições municipais. | Realizado |
| 11 de outubro | 25 de outubro | Veiculação da propaganda eleitoral gratuita no rádio e na televisão para o segundo turno. | Realizado |
| 27 de outubro | 27 de outubro | Realização de um eventual segundo turno nas cidades com mais de 200 mil eleitores em que o candidato a prefeito mais votado não tenha atingido a metade mais um dos votos válidos.                                                                  | Realizado |

## Candidaturas à prefeitura
Abaixo, há a lista dos candidatos:

#### Alex de Madureira(PL)
Atual deputado estadual por São Paulo. Foi apoiado pelo ex-presidente Jair Bolsonaro.

#### Barjas Negri(PSDB)
Ex-prefeito de Piracicaba, governando a cidade por três mandatos (2005-2013 e 2017-2021), após vencer os pleitos de 2004, 2008 e 2016. Concorreu ao quarto mandato nos pleitos de 2020 e 2024, porém, foi derrotado em ambos.

#### Edvaldo Brito (Avante)
Empresário e radialista.

#### Helinho Zanatta(PSD)
Ex-prefeito de Charqueada e de São Pedro. Governou Charqueada por dois mandatos (2001-2009) e São Pedro por também dois mandatos (2013-2021).

#### Luciano Almeida (PP)
Atual prefeito de Piracicaba desde 2021, eleito em 2020, buscou a reeleição para o segundo mandato em 2024 e saiu derrotado no primeiro turno, não se reelegendo e ocupando o sexto lugar.

#### Paulo Campos (PODE)
Atual vereador por Piracicaba.

#### Professora Bebel(PT)
Atual deputada estadual por São Paulo.

#### Vinícius Bena (PCB)
Atual secretário político do PCB em Piracicaba.
Nota: a tabela a seguir está organizada por ordem alfabética de candidatos.
| Prefeito(a)  | Prefeito(a)       | Prefeito(a) | Prefeito(a) | Vice-prefeito(a) | Vice-prefeito(a)       | Vice-prefeito(a) | Vice-prefeito(a) | Coligação                                                                           | Número eleitoral | Referência |
| Candidato(a) | Candidato(a)      | Partido     | Partido     | Candidato(a)     | Candidato(a)           | Partido          | Partido          | Coligação                                                                           | Número eleitoral | Referência |
| ------------ | ----------------- | ----------- | ----------- | ---------------- | ---------------------- | ---------------- | ---------------- | ----------------------------------------------------------------------------------- | ---------------- | ---------- |
|              | Alex de Madureira |             | PL          |                  | Erick Gomes            |                  | Republicanos     | Pelo Bem de Piracicaba (PL, Republicanos, PRTB e PMB)                               | 22               | [ 28 ]     |
|              | Barjas Negri      |             | PSDB        |                  | André Augusti          |                  | MDB              | Piracicaba Merece o Melhor (Fed. PSDB Cidadania [PSDB e Cidadania], MDB e PDT)      | 45               | [ 29 ]     |
|              | Edvaldo Brito     |             | AVANTE      |                  | Fernanda Tonin         |                  | AVANTE           | Sem coligação                                                                       | 70               | [ 30 ]     |
|              | Helinho Zanatta   |             | PSD         |                  | Sérgio Pacheco Jr.     |                  | UNIÃO            | Desenrola Piracicaba (PSD, UNIÃO, PSB, PRD, SD, AGIR e MOBILIZA)                    | 55               | [ 31 ]     |
|              | Luciano Almeida   |             | PP          |                  | José Luiz Guidotti Jr. |                  | PP               | Sem coligação                                                                       | 11               | [ 32 ]     |
|              | Paulo Campos      |             | PODE        |                  | Jair Leite             |                  | PODE             | Piracicaba Para Todos (PODE e DC)                                                   | 20               | [ 33 ]     |
|              | Professora Bebel  |             | PT          |                  | Perci Zilli Bertolini  |                  | PT               | Piracicaba da Esperança (FE BRASIL [PT, PV e PCdoB] e Fed. PSOL REDE [PSOL e REDE]) | 13               | [ 34 ]     |
|              | Vinícius Bena     |             | PCB         |                  | Nathália Bragion       |                  | PCB              | Sem coligação                                                                       | 21               | [ 35 ]     |

### Pesquisas de intenção de voto
| Data                    | 23/08/2023       | 03/04/2024       | 23/05/2024    | 18/07/2024         | 10/08/2024    | 03/09/2024    | 18/09/2024     |
| Instituto               | Paraná Pesquisas | Paraná Pesquisas | Instituto ASN | Colectta Pesquisas | Instituto Vox | TodoDia/Ágili | Jovem Pan News |
| Fonte                   | [ 36 ]           | [ 37 ]           | [ 38 ]        | [ 39 ]             | [ 40 ]        | [ 41 ]        | [ 42 ]         |
| ----------------------- | ---------------- | ---------------- | ------------- | ------------------ | ------------- | ------------- | -------------- |
| Barjas Negri (PSDB)     | 49,3%            | 48,9%            | 44,7%         | 39,0%              | 43,7%         | 49,0%         | 45,0%          |
| Paulo Campos (PODE)     | 10,3%            | 11,4%            | 8,9%          | 6,7%               | 5,7%          | 10,7%         | 7,8%           |
| Helinho Zanatta (PSD)   | 7,4%             | 6,1%             | 11,9%         | 7,2%               | 17,5%         | 9,6%          | 13,3%          |
| Professora Bebel (PT)   | 6,8%             | 7,7%             | 4,9%          | 3,5%               | 3,8%          | 6,1%          | 5,0%           |
| Alex de Madureira (PL)  | 6,1%             | 8,4%             | 12,3%         | 18,3%              | 8,8%          | 6,9%          | 8,5%           |
| Luciano Almeida (PP)    | 4,9%             | 4,3%             | 3,4%          | 4,0%               | 3,3%          | 2,9           | 2,5%           |
| Edvaldo Brito (AVANTE)  | —                | —                | 0,4%          | 0,7%               | 1,5%          | 0,7%          | 0,8%           |
| Vinícius Bena (PCB)     | —                | —                | —             | 0,7%               | 0,7%          | 0,1%          | 0,5%           |
| Nenhum, brancos e nulos | 10,3%            | 7,1%             | 5,5%          | 8,2%               | 7,7%          | 7,9%          | 9,0%           |
| Indecisos               | 4,7%             | 6,0%             | 7,9%          | 11,8%              | 7,3%          | 6,1%          | 7,8%           |
| Margem de erro          | 3,7%             | 3,8%             | 3,7%          | 4%                 | 4%            | 3,7%          | 4,9%           |

## Resultados

### Prefeito
| Candidato(a)           | Vice                        | 1º turno 6 de outubro | 1º turno 6 de outubro | 2º turno 27 de outubro | 2º turno 27 de outubro |
| Candidato(a)           | Vice                        | Votação               | Votação               | Votação                | Votação                |
| Candidato(a)           | Vice                        | Total                 | Percentagem           | Total                  | Percentagem            |
| ---------------------- | --------------------------- | --------------------- | --------------------- | ---------------------- | ---------------------- |
| Helinho Zanatta (PSD)  | Sérgio Pacheco Jr. (UNIÃO)  | 54.298                | 26,59%                | 106.399                | 53,61%                 |
| Barjas Negri (PSDB)    | André Augusti (MDB)         | 73.075                | 35,78%                | 92.069                 | 46,39%                 |
| Alex de Madureira (PL) | Erick Gomes (Republicanos)  | 48.338                | 23,67%                | Não participaram       | Não participaram       |
| Professora Bebel (PT)  | Perci Zilli Bertolini (PT)  | 12.979                | 6,36%                 | Não participaram       | Não participaram       |
| Paulo Campos (PODE)    | Jair Leite (PODE)           | 9.038                 | 4,43%                 | Não participaram       | Não participaram       |
| Luciano Almeida (PP)   | José Luiz Guidotti Jr. (PP) | 5.017                 | 2,46%                 | Não participaram       | Não participaram       |
| Edvaldo Brito (AVANTE) | Fernanda Tonin (AVANTE)     | 875                   | 0,43%                 | Não participaram       | Não participaram       |
| Vinícius Bena (PCB)    | Nathália Bragion (PCB)      | 601                   | 0,29%                 | Não participaram       | Não participaram       |
| Brancos                | Brancos                     | 8.692                 | 3,90%                 | 5.500                  | 2,59%                  |
| Nulos                  | Nulos                       | 9.922                 | 4,45%                 | 8.454                  | 3,98%                  |
| Abstenções             | Abstenções                  | 91.520                | 29,11%                | 101.933                | 32,43%                 |